# Acordo de Pretória (2002)
Acordo de Pretória foi um acordo concluído em 30 de julho de 2002 entre Ruanda e República Democrática do Congo em uma tentativa por um fim à Segunda Guerra do Congo. 
As negociações foram realizadas em Pretória, África do Sul, e duraram cinco dias.[carece de fontes?]
Neste acordo, o Ruanda comprometeu-se a retirar as suas tropas presentes em território congolês (cerca de 20.000 soldados ruandeses) no prazo de 45 dias após a assinatura , em troca de um compromisso internacional de desarmamento e repatriamento para o Ruanda das milícias hutus Interahamwe e combatentes da antiga Forças Armadas Ruandesas (FAR), que em 1994 encontraram refúgio na RDC na sequência do genocídio dos tutsis no Ruanda, no qual alguns deles participaram, e que são considerados pelo governo ruandês como uma ameaça à segurança do Ruanda.
O acordo previa um período de 90 dias após a sua assinatura para o desarmamento dos combatentes hutus, e um período de 120 dias, no final dos quais a MONUC deverá verificar a realidade da implementação do processo. 